# Notoreas aethlopa
Notoreas aethlopa är en fjärilsart som beskrevs av Turner 1907. Notoreas aethlopa ingår i släktet Notoreas och familjen mätare. Inga underarter finns listade i Catalogue of Life.